# Eric James Shearer
Eric James Shearer, britanski general, * 1892, † 1980.